# Úrsulo Galván, Tlalnelhuayocan
Úrsulo Galván är en ort i Mexiko.   Den ligger i kommunen Tlalnelhuayocan och delstaten Veracruz, i den sydöstra delen av landet, 230 km öster om huvudstaden Mexico City. Úrsulo Galván ligger 1 549 meter över havet och antalet invånare är 394.
Terrängen runt Úrsulo Galván är kuperad åt nordost, men åt sydväst är den bergig. Terrängen runt Úrsulo Galván sluttar österut. Runt Úrsulo Galván är det ganska tätbefolkat, med 172 invånare per kvadratkilometer. Närmaste större samhälle är Xalapa, 6,8 km sydost om Úrsulo Galván. Omgivningarna runt Úrsulo Galván är en mosaik av jordbruksmark och naturlig växtlighet.